# ويوان
ويوان هي منطقة مغربية تقع في جبال الأطلس المتوسط على بعد أكثر من عشر كيليموترات عن منبع نهر أم الربيع وتبعد عن مدينة مريرت بحوالي ثلاثون كيلوميترا. كما تتبع إلى إقليم خنيفرة الذي يتبع بدوره إلى جهة بني ملال خنيفرة، تتواجد في ويوان منطقة سياحية هي بحيرة ويوان ضاية ويوان كما تحد الغابة الكثيفة والغنية باشجار الأرز التي يعرف بها الأطلس المتوسط وهي من أكبر الغابات في المغرب. وهي منطقة قبلية أبرز قبائلها أيت بلحاج وأيت تعرابت...،أما لغة السكان المستعملة فهي الأمازيغية.

## موارد المنطقة
يعيش معظم سكان المنطقة في الفلاحة وتربية المواشي إضافة إلى القطاع السياحي الذي يشتغل به القليل من السكان، أنواع الغطاء النباتي المتواجدة في ويوان هي البلوط الأخضر والأرز ومنه تمتد أكبر غابة للأرز في العالم، يذكر ان عدد سكان المنطقة قليل .